# Central hidroeléctrica Cerrón Grande
La Central Hidroeléctrica Cerrón Grande es una planta hidroeléctrica ubicada en el cauce del río Lempa a 78 km de San Salvador, en las municipalidades de Potonico, (Chalatenango) y Jutiapa (Cabañas), El Salvador. Cuenta con una presa de gravedad de concreto con una altura de 90 metros y una longitud de 800 metros, cuya construcción fue finalizada en 1976.

## Descripción
La planta hidroeléctrica fue inicialmente equipada con 2 turbinas Francis con una capacidad de 2 x 67,5 MW. En los años 2003-2007 se llevó a cabo una revisión de las instalaciones y las turbinas fueron reemplazadas por 2 unidades de 85 MW, con una capacidad instalada de 170 MW y una producción anual de 488 GWh de energía eléctrica.
El embalse  de Cerrón Grande, también conocido como lago de Suchitlán, tiene una superficie de 135 km² y es el cuerpo de agua más grande de El Salvador.